# Brian Shenton
Brian Shenton (Reino Unido, 15 de marzo de 1927-9 de mayo de 1987) fue un atleta británico especializado en la prueba de 200 m, en la que consiguió ser campeón europeo en 1950.

## Carrera deportiva
En el Campeonato Europeo de Atletismo de 1950 ganó la medalla de oro en los 200 metros, llegando a meta en un tiempo de 21.5 segundos, por delante del francés Étienne Bally (plata con 21.8 segundos) y del neerlandés Jan Lammers (bronce con 22.1 segundos).